# Питкяранта (завод)
Открытое акционерное общество "Целлюлозный завод «Питкяра́нта» — целлюлозный завод в Республике Карелия, производитель конденсаторной, электроизоляционной и фиброцементной целлюлозы.

## Общие сведения
Предприятие находится в городе Питкяранта на острове Пусунсаари Ладожского озера, отделённом от материка (города) самой узкой и мелкой частью Питкярантского залива. Является градообразующим.

## История
Завод был основан в 1921 год финским акционерным обществом «Disen Wood». За первый год работы предприятие выпустило 5508 тонн товарной продукции. В 1929 году было завершено строительство трёхэтажного здания управления с часовней.
До постройки железной дороги готовая продукция уходила водным путём по Ладоге через Неву, а зимой — лошадями до Сортавалы и Лахденпохьи.
В годы Советско-финской войны (1941—1944) завод был полностью разрушен. В дальнейшем завод был реконструирован и оснащён самым современным для того времени оборудованием
.
В 1948 году на предприятии была отработана технология варки конденсатной целлюлозы, в 1962 году — сульфатной полубелёной целлюлозы, в 1970 году — целлюлозы для электрокартона. В 1987 году было завершено строительство очистных сооружений. В 1993 году на предприятии был освоен выпуск целлюлозы для тароупаковочных видов картона и бумаги. Годовая производительность достигала 99200 тонн товарной целлюлозы. Продукция реализовывалась на внутреннем рынке и на экспорт.
В сентябре 2012 завод объявил о банкротстве. В апреле 2013 года введена процедура конкурсного производства.
С 2015 года предприятие находится под управлением ООО «РК-Гранд».
В настоящее время предприятие совершенствует производство с учетом современных требований к ведению технологического процесса и качеству целлюлозы

## Продукция
- В настоящее время завод выпускает пять марок хвойной сульфатной небеленой целлюлозы, которая имеет широкое применение в разных отраслях промышленности
- Масло талловое сырое — используется для получения талловой канифоли, жирных талловых кислот, дистиллированного таллового масла, имеет широкое применение в лакокрасочной промышленности.
- Скипидар хвойный сульфатный очищенный — предназначен для применения в качестве сырья в органическом синтезе, лакокрасочной и парфюмерной промышленности, медицине.

## Руководители завода
- Кондратьев Н. А. (с мая по декабрь 1940)
- Лобаницкий А. П. (1950—1957)
- Спасский А. Н. (1957—1960, 1963—1981)
- Хурумов С. Д. (1960—1963)
- Иванов Г. А. (1981—1994)
- Филимонов Н. Г. (1994—1995)
- Селюжицкий М. И. (1995—1999, 2003—2005)
- Пономарёв Ю. И. (1999—2001)
- Хомяков С. А. (2003—2006)
- Вислогузов С. В.(2006)
- Чернопятенко А. Н. (2006—2007)
- Кустиков Д. В. (2007—2009)
- Сорваль З. А. (2009—2011)
- Сыренцов А. Е. (2011—2012)
- Антонов С. Н. (2012—2014)
- Морозов А. Е. (2014—2015)
- Степанов Л. А. (2015)
- Омельченко М. А. (2015—2017)
- Малышев К. С. (2017 и по настоящее время)

## Потребляемое сырьё
Древесина в виде круглого соснового леса, древесная (сосновая) щепа.